# Sebastes cortezi
Sebastes cortezi is een  straalvinnige vissensoort uit de familie van schorpioenvissen (Sebastidae). De wetenschappelijke naam van de soort is voor het eerst geldig gepubliceerd in 1938 door Beebe & Tee-Van.
De soort staat op de Rode Lijst van de IUCN als niet bedreigd, beoordelingsjaar 2009.